# Neoplasta bifida
Neoplasta bifida är en tvåvingeart som beskrevs av James David Macdonald och Turner 1993. Neoplasta bifida ingår i släktet Neoplasta och familjen dansflugor.
Artens utbredningsområde är Arizona. Inga underarter finns listade i Catalogue of Life.